# Irina Dibirova
Irina Igorevna Dibirova (ryska: Ирина Игоревна Дибирова), tidigare Poltoratskaja (ryska: Полторацкая), född 12 mars 1979 i Antratsyt, Ukrainska SSR, är en rysk handbollstränare och tidigare handbollsspelare (mittnia).

## Klubbkarriär
Irina Dibirova började spela seniorhandboll för Istotjnik Rostov där hon spelade till 2000. Hon vann ryska mästerskapet 1998 med klubben. Nästa klubb var GK Lada och där blev hon rysk mästare 2002–2004 och var med om att vinna Cupvinnarcupen 2002.
Dibirovas karriär stoppades av en knäskada. Anja Andersen, som var tränare i Slagelse DT i Danmark, värvade ändå Dibirova till Slagelse 2004, och Dibirova opererades för sin meniskskada några månader därefter. Operationen gick bra men det dröjde ett år innan hon var tillbaka på handbollsplanen. I Champions League-finalen 2005 lade hon straffarna för laget. Under sin tid i Danmark blev hon dansk mästare och vann Champions League 2005. Året efter vann hon även EHF-cupen med Slagelse. Hon återvände till ryska Zvezda Zvenigorod 2006 och var med 2008 då klubben vann Champions League. Hon avslutade sin klubbkarriär 2010.

## Landslagskarriär
Irina Dibirova debuterade i ryska landslaget 1999 och spelade där till 2008. Första internationella medaljen var brons vid EM 2000. Hon vann sedan tre VM-guld med ryska landslaget vid VM 2001 i Italien, VM 2005 i Ryssland och i VM 2007 i Frankrike. 2004 och i början av 2005 spelade hon inte på grund av knäskadan men återvände till ryska landslaget hösten 2005, men med en blygsammare roll i laget. Vid EM 2006 i Sverige vann hon en silvermedalj. Som spelare var hon med och tog OS-silver 2008 i Peking och hon avslutade landslagskarriären med brons vid EM 2008 i Montenegro. Efter karriären blev hon tränare bland annat för ŽRK Vardar från 2017 till 2018.

## Individuella utmärkelser
- Mest värdefulla spelare (MVP) i Champions League säsongen 2006/2007

## Privatliv
Irina Dibirova är gift med ryske handbollsstjärnan Timur Dibirov.